# 仙台空港ビル
仙台空港ビル株式会社（せんだいくうこうビルかぶしきがいしゃ）は、かつて存在した仙台空港ターミナル施設を所有・経営し、サービスの提供を行っていた第三セクター企業である。宮城県名取市に本社を置いていた。
本記事では、子会社であった仙台エアポートサービス株式会社（せんだいエアポートサービスかぶしきがいしゃ）についても記載する。

## 概要
仙台空港ターミナルビルを所有し、航空会社に対してカウンターや事務室等の提供、物販会社等への貸室提供、空港内共用施設・共用設備の提供、旅客への案内サービス・インフォメーションサービス等を主に行い、施設内における広告媒体等の設置（広告宣伝業）も行っていた。
仙台空港民営化に伴い、2016年2月に民間企業である仙台国際空港株式会社の完全子会社となり、同年6月に子会社である仙台エアポートサービスとともに、仙台国際空港株式会社に吸収合併され解散した。

## ターミナルビル施設

### イベント
ターミナルビル南側の吹き抜けや1階到着ロビー、3階フロアでは、夏には七夕飾りの飾り付け、冬にはクリスマスイルミネーションによるライトアップなどが行われる。また、ターミナルビル中央部においてたびたび催し物や展示会等が開催されるほか、屋上展望テラスにおいては年に数回ビアガーデンが開催される。

## 仙台エアポートサービス
仙台空港ビルの子会社として、2000年に設立した。空港ビル内2階中央部に位置するショッピングアベニュー内 国内線側（西側）、国内線出発ロビー付近、国内線 搭乗待合室内の3つの売店と国際線 出国待合室内の免税店の運営を行っていたほか、オンラインショップ「そらみやげ亭」の運営、広告代理業や損害保険代理業、空港敷地内駐車場の経営・管理等も行っていた。

### そらみやげ亭
仙台エアポートサービスが運営するオンラインショップ。空港内売店の商品を中心に約700点の商品を取り扱い、通信販売を行う。東京都・神奈川県・千葉県といった関東地方在住の利用者が多い。2014年度は、全国の空港通販サイト中1位の売上高となる見通しとなっている。

## 沿革
- 1970年11月2日 - 設立。
- 1997年7月11日 - 新ターミナルビル全面開業。
- 2000年9月1日 - 子会社仙台エアポートサービス設立。
- 2011年
  - 3月11日 - 東日本大震災により、ターミナルビルをはじめとする施設が被災。
  - 4月13日 - 施設の利用を大幅に制限した上で営業再開。
  - 9月25日 - ターミナルビル、完全復旧。
- 2012年4月2日 - 仙台エアポートサービス、オンラインショップサイト「そらみやげ亭」（そらみやげてい）開設[7]。
- 2016年
  - 2月1日 - 仙台空港ビルが仙台国際空港株式会社の完全子会社となる。
  - 6月1日 - 仙台空港ビルと仙台エアポートサービスは、仙台国際空港株式会社に吸収合併され解散（法形式上は仙台空港ビルが仙台エアポートサービスを吸収合併した上で、仙台国際空港が仙台空港ビルを吸収合併[3]）。